# Glenea saperdoides
Glenea saperdoides é uma espécie de escaravelho da família Cerambycidae. Foi descrita por James Thomson em 1860.

## Subespecie
- Glenea saperdoides javicola Breuning, 1956
- Glenea saperdoides saperdoides J. Thomson, 1860
- Glenea saperdoides tamborana Breuning, 1956
- Glenea saperdoides vientianensis Pic, 1926